# Henry-Jacques
Pour le réalisateur et scénariste, voir Henry Jacques (réalisateur).
Henry-Jacques, pseudonyme littéraire d'Henri Edmond Jacques, écrivain, homme de lettres, poète et prosateur, marin, journaliste et musicologue français, né à Nantes le 22 février 1886 et mort à Paris le 11 avril 1973.

## Vie et œuvres d'Henry-Jacques
Henry-Jacques commence sa vie professionnelle comme journaliste à Paris Journal, puis à L'Ère nouvelle (1909). Âgé de vingt-huit ans en 1914, il est mobilisé et part à la Première Guerre mondiale. D'abord soldat, puis comme caporal, il est trois fois blessé, ce qui lui vaut d'être décoré de la croix de guerre. À l'issue du conflit, il déclare porter sa vraie croix de guerre "à même la peau". Son expérience du front, qui le marque profondément et durablement, est l'objet de trois grands recueils poétiques: Nous,...de la Guerre (1920), La Symphonie Héroïque (1921) et Puis ils moururent (1951), dans lequel il se fait le porte-parole d'une génération broyée au combat.
De retour à la vie civile, son amour pour la musique le pousse à fonder et diriger les revues La Joie musicale et Disques.
Breton, marin et grand voyageur, il fait plusieurs fois le tour du monde et passe deux fois le Cap Horn. Il voit alors la "rude vie" des Cap-Horniers et retranscrit " les heures de bonheur et d'angoisse de ces marins d'un autre temps dans des textes, romans et poèmes, d'une très grande force " et d'une très grande vigueur :
Veuf de Berthe Leroy, Henry-Jacques meurt à Paris le 11 avril 1973, à l'âge de 87 ans.
L'œuvre du poète, soldat puis marin, témoigne de l'itinéraire de l'homme.
Elle rythme l'action, ou la retranscrit. Henry-Jacques est cité dans les publications de la Société des poètes français, fondée par Émile Blémont. Le groupe de musique Cap Horn a fait l'album de chants de mer et de marins Le voyage d'Henry-Jacques en son honneur. Le disque « est la concrétisation de trois années de travail sur la mise en musique de ses poèmes et sur des shanties dont les paroles sont également écrites et adaptées par Henry-Jacques. »
L'œuvre musicale d'Henry-Jacques est, à notre connaissance, introuvable en ligne à l'heure actuelle, y compris sur Gallica. Il est également très difficile de se procurer ses recueils de poèmes et ses romans en librairie ou en bibliothèque.

## La Symphonie Héroïque
Henry-Jacques est surtout connu pour son recueil La Symphonie Héroïque, qui traite, sur un mode narratif, réaliste et dramatique, de la vie au front pendant la Première Guerre mondiale.
Inspiré du goût de l'auteur pour la musique, l'ouvrage, construit sur le mode d'une grande "symphonie", alterne une multitude de pièces lyriques, et constitue probablement, dans son ensemble, l'un des plus grands poèmes épiques de la période contemporaine sur et contre la guerre.
De ces poèmes, écrits au front, "sous le coup direct de grandes épreuves", "avec une sincérité sans art", ressortent la profusion de détails morbides, les obus, les boyaux, les mains qui flambent, et les cris terrifiants [qui] rissolent dans sa gorge, mais aussi l'humanité du soldat broyé, la fatigue, la pitié, l'effort. Témoin direct des atrocités vécues par la génération sacrifiée de 14-18. Henry-jacques témoigne, à travers une écriture directe, d'une extrême exigence et d'une extrême sensibilité, de la souffrance humaine et animale et l'absurdité des combats dans le marbre, et dénonce tous discours absurdes glorifiant la guerre en les opposant aux faits les plus crus :
```
Vous qui dites : « Mourir, c'est le sort le plus beau
 »

Et qui, sans le connaître exaltez le tombeau,

Venez voir de plus près, dans ses affres fidèle,

Cette mort du soldat qui vous semble si belle.

   
                              (Poème 
Les Martyrs
, extrait.)
```

D'un point de vue formel, le style et la versification sont impeccables. Le vocabulaire alterne, avec une justesse étonnante, champs lexicaux spécifiques, propres aux combats, argot de poilus, et langage soutenu. L'auteur immole la guerre au bûcher de l'art en faisant feu de tout bois, dans une fresque proprement dantesque. D'aucuns reprochent à Henry-Jacques ses longueurs et ses « extrêmes abondances ». Sans doute font-elles écho à une guerre qui n'en finissait pas de broyer et écraser une jeunesse appelée à mourir pour rien. Sans doute en sont-elles le reflet long, terrifiant et parfois essoufflant, mais toujours prenant. Le dégoût, la lassitude, l'ennui, l'horreur : rien n'est épargné au lecteur. Le texte est construit comme la guerre elle-même. L'auteur fait alterner mouvements rapides et chaotiques au début du poème, la marche funèbre, l'ombre de la mort qui arrive soudain et reste planant au-dessus du soldat qui rêve, qui doute ou désire, les cycles aboutissant à la paix, péniblement acquise, et pénible elle-même par ses déceptions.

## Publications
- Les Noyés, roman. Les Noyés. L'Enchainée, Paris, Éditions du Monde Illustré, 1909, 278 pages (in 12 broché.)
- François Erkel, musicien hongrois.
- L'Argonaute, journal de guerre.
- Nous... de la guerre, poèmes, Paris, éditions Fasquelle, Prix Pierre-Corrard 1920[5], 1920.
  - Nous. De la Guerre, Paris: Fernand Sorlot, 1940. In-12°. 128pp[6].
- La Vallée de la Lune, roman, Bibliothèque Charpentier, Éditions Eugène Fasquelle, 1920, 238 pages (in-12 broché)
- Jean Costebelle, matelot, Paris, Bibliothèque Charpentier, Éditions Eugène Fasquelle, 1920, 294 pages
- Modes et Manières d'aujourd'hui - 1914-1919. Revue., illustrations: Georges Lepape. Contient 12 poèmes de Henry-Jacques, accompagnés de 12 compositions couleurs de Georges Lepape, un des 271 ex. (n°122) sur grand papier du Japon (Manufactures de Shizuoka), tirage total de 300 exemplaires, Collection Pierre Corrard, Éditions Jules Meynial, 1921[1].
- La Symphonie Héroïque. Poèmes. Paris, Aux Éditions de Belles-Lettres, 1921, 316 p. (Prix de La Renaissance 1922[7]). Ce recueil poétique a été réédité en 2015 et en 2017 par l'éditeur L'Harmattan (Paris).
- La Maison du Bord des Sables, Paris, Éditions du Monde Nouveau, 1923, 263 pages
  - La Maison du Bord des Sables, Éditions Cosmopolites, Collection du Lecteur, s.d., 250 pages (in-12 relié avec jaquette)
- Sous le signe du rossignol (conte), illustration de Kay Nielsen, Paris, Édition d'art H. Piazza, 1923.
- Peau de souris. Paris, éditions Paris Girard, 1926. (In-4 Broché).
- Antral co-écrit avec Marc Elder, trente-huit reproductions de tableaux et dessins, Paris, Éditions Girard et Bunino, 1927
- Jean-François de Nantes, bois en couleurs de Robert-Louis Antral, Paris, Marcel Seheur, 1928, 231 p.
  - Jean-François de Nantes, Éditions Aux portes du large, 1929, 255 pages
- Le Voyageur de Nuit, illustrations de Yun Gee, peintre chinois. A Paris Les Éditions du Monde Moderne, 1930.
- Cap Horn. Poèmes . chez l'Auteur, 1932. édition préoriginale tirée à 17 exemplaires. in-folio.
  - Cap Horn. Poèmes et proses autobiographique. Paris, Librairie des Champs-Élysées, 1935, 231 pages (Le récit en prose est rythmé par des chants.)
  - Cap Horn. Éditions Aux Portes du Large, Paris, 1947 (broché in-octavo, dos crème, non coupé - long papier, 276 pages).
- Les vaisseaux fantômes, aventures et légendes de la mer. Éditions du Masque, 1933
- La Route du sel, roman. Éditions Liège / Paris, Maréchal, 1944 (1 volume In-16).
- Marches du Juif Errant. Éditions Liège / Paris, Maréchal, 1945 (In-16, 192 pages)[8]
- Puis ils moururent. Poèmes., Paris, Éditions Aux Portes du Large, 1951, 114 pages
  - Puis ils moururent. Poèmes., Paris, Éditions Le Cerf Volant, 1972, 125 pages, illustrations de Pierre Galle, (in-8 broché).
- La Normandie En Flammes, journal de guerre de Gérard Leroux capitaine au régiment de la Chaudière. Normands et Canadiens dans la bataille de 1944, Éditions Charles Corlet (grand  in 8°  broché Couverture  Éditeur Condé-sur-Noireau), 1984, puis 1990.
- La mer a toujours faim, Paris, Éditions Mondiales del Duca, 1963, 230 pages
- Les noyés. L'enchaînée / Henry-Jacques, 1909. - Poèmes de la mer : [anthologie] / Robert de La Croix, 1992. - Introduction à la discophilie / J.-M. Gilbert et Henry Jacques, 1946.

## Discographie
- Drunken Sailor (shanty irlandais, adapté en français par Henry-Jacques)
- Le Voyage d'Henry-Jacques, par le groupe Cap Horn, 12 pistes, Ed. Buissonnières

## Distinction
- Prix Pierre Corrard, décerné par la Société des Gens de Lettres en 1920, pour Nous...de la Guerre[9].